# Swartruggens
Swartruggens (früher Zwartruggens) ist eine Ortschaft in der Nordwest-Provinz von Südafrika. Sie liegt im Distrikt Bojanala Platinum und gehört zur Gemeinde Kgetlengrivier. 2011 hatte der Ort 1969 Einwohner.

## Infrastruktur
Swartruggens liegt am Elands River rund 55 km westlich von Rustenburg, 69 km östlich von Zeerust und 170 km nordwestlich von Johannesburg und ist über Fernstraßen mit diesen Zentren verbunden.

## Geschichte
Die Ortschaft entstand im Jahr 1875 aus dem Zusammenschluss der beiden Farmen Brakfontein und Scheepersrus. Der Name Swartruggens leitet sich dabei von einer in ihrer Farbe als dunkel erscheinenden Hügelkette ab, welche die Ortschaft umgibt. Anfänglich wurde die Ortschaft noch Rodeon genannt, aber auch heute findet dieser Name noch vereinzelt Verwendung. 1895 wurde ein erstes Geschäft im Ort eröffnet, um die wachsende Einwohnerzahl mit Alltagsgegenständen zu versorgen. 1907 erhielt Swartruggens Anschluss an die südafrikanische Eisenbahn.
Nachdem Swartruggens bis dahin ein Zentrum der Rinderzucht gewesen war, wurden 1932 etwas nördlich von Swartruggens Diamantvorkommen entdeckt und in der Folge intensiv ausgebeutet, was zur weiteren Entwicklung der Ortschaft und ihres Umlandes beitrug. Einige Diamantminen sind nach wie vor in Betrieb.

## Kultur und Sehenswürdigkeiten
Im Umland von Swartruggens können zahlreiche Wildfarmen besucht werden, darunter u. a. eine Straußenfarm, auf welcher man Strauße reiten kann. Außerdem kann eine inzwischen ausgediente Diamantenmine besichtigt werden. Mit dem Madikwe Game Reserve liegt ein Schutzgebiet in der unmittelbaren Umgebung von Swartruggens.
Darüber hinaus befindet sich in der Nähe der Ortschaft das Schlachtfeld am Elands River, wo während des Zweiten Burenkrieges (1899–1902) eine Schlacht zwischen burischen und britischen Truppen stattfand. Im Rahmen dieses Krieges war dies eine der letzten Schlachten nach dem Muster der „konventionellen“ Kriegsführung, bevor die Buren zum Guerilla-Kampf übergingen.

## Sonstiges
Im Januar 2008 wurde die Ortschaft durch die rassistisch motivierten Morde des damals 17-jährigen Johan Nel weltweit bekannt, wodurch die latenten ethnischen Probleme Südafrikas in das Bewusstsein einer breiten Öffentlichkeit gerückt wurden.